# Museo Palacio Dionisi

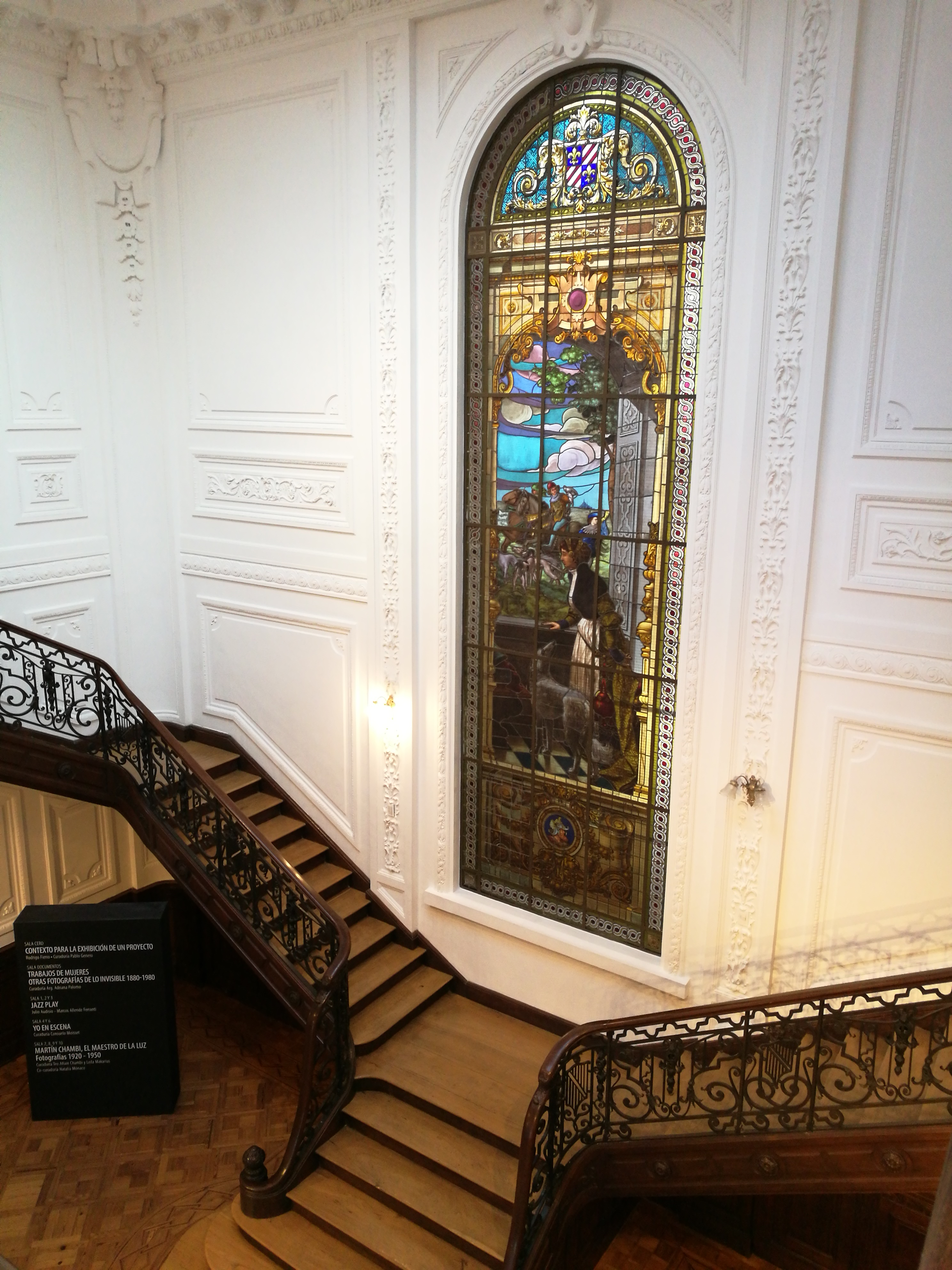

El Museo Provincial de Fotografía Palacio Dionisi es un museo ubicado en el barrio de Nueva Córdoba, en la ciudad de Córdoba (Argentina). Forma parte del eslabón de la Media Legua de Oro Cultural y ofrece un valioso espacio para el desarrollo del arte de la fotografía.

## Historia
La casa propiedad original del ferretero Juan Kegeler a principios del siglo XX quedó a cargo de una de las hijas de Kegeler, Margarita, casada con el reconocido médico Humberto Dionisi. El profesional creó el Instituto del Cáncer en el ámbito del Hospital de Clínicas y se desempeñó como profesor titular de Ginecología en la Universidad Nacional de Córdoba. Fue uno de los médicos que diagnosticó a Eva Perón.
Posteriormente funcionó como la sede de la Secretaría de Cultura de Córdoba. Fue restaurado por la Dirección General de Arquitectura de la Provincia de Córdoba, a los fines de ser utilizado como museo y fue inaugurado el 25 de julio de 2013.
Actualmente funciona como el primer museo fotográfico de Córdoba, destinado a la exposición de muestras temporarias de artistas referentes dentro del campo de la fotografía. 
El 17 de octubre de 2018, la Legislatura Provincial sanciona la Ley 10.578 a través de la cual se crea el Museo Provincial de Fotografía Palacio Dionisi en el ámbito de la Agencia Córdoba Cultura Sociedad del Estado.

## Arquitectura
El edificio fue diseñado por el arquitecto Miguel Arrambide, construido entre 1920 y 1924 y tiene las peculiaridades de un petit hotel. Sus fachadas están revestidas en símil piedra París. Cuenta con 31 habitaciones. Originalmente tenía un patio tradicional, que fue radicalmente modificado y convertido en un patio central, cerrado, que quedó iluminado por una colorida claraboya de hierro y vidrio. Sin duda la mayor atención la concentra el vitral en el hall de ingreso, hecho por la casa Villela y Thomas. 

## Museo
El Museo está destinado a la exposición de muestras fotográficas. Es un espacio destinado a enriquecer el patrimonio cultural colectivo. Cuenta con 16 salas de exposición, distribuidas en sus dos plantas.
La propuesta apunta a contener, divulgar e investigar las vastas posibilidades de la práctica fotográfica. 
Su objetivo principal es promover las producciones de artistas locales y nacionales. En Córdoba, dentro de las artes hay un gran desarrollo de la fotografía como disciplina; y es notable el alcance que las producciones de artistas locales tienen en los circuitos nacionales e internacionales.

### Transitar el Museo
El espacio está integrado por 16 salas de exhibición que conforman diferentes exposiciones simultáneas. En su planta baja se encuentran las Salas 1. 2. 3., Sala Cero,  Sala Documentos, Sala Geografías Latentes y Sitio Multimedia   En la planta alta, se encuentran las Salas 4. 5. 6. como un sector diferenciado de exhibición a las Salas  7. 8. 9. 10. 11.

### Sala Cero
Esta sala inicia el recorrido por el museo. Está destinada a proyectos que fomenten la reflexión crítica de la fotografía contemporánea.
Trabajar a partir de interrogantes, indagar los diversos grados de la experiencia creativa, intentar abstraer aspectos de la producción: pensamientos, formas, estrategias, materialidades, poéticas.
La dinámica de la sala se inicia a partir de tres artistas invitados por la institución, cada cual exhibió de forma individual durante el 2017. Ellos invitaron a participar a otros artistas que trabajaron durante el 2018, y así en lo sucesivo. 
De esta manera se intenta facilitar la apropiación del espacio; visibilizar los vínculos estéticos que los artistas involucrados puedan tener; y experimentar una curaduría abierta que pueda contribuir a los debates sobre las problemáticas de la fotografía contemporánea.

### Sala Documentos
Esta sala surge de la iniciativa por acercar al público distintas experiencias de la historia local y nacional, a partir de documentos fotográficos. El objetivo es promover un espacio de reflexión sobre sucesos históricos, y aportar a la difusión y puesta en valor de imágenes que condensan acontecimientos de la vida pública, política y social de nuestro contexto. 
La propuesta se organiza en una serie de exhibiciones que son parte de acervos públicos y privados. Mediante un trabajo de investigación, las muestras se articulan a partir de coordenadas temporales, temáticas y contextuales. 
Hay un doble movimiento en esta incitativa, por un lado revisionar los sucesos del pasado para generar nuevos contenidos, y por otro, facilitar al público el acceso a los acervos, a través de acciones orientadas a dinamizar los conjuntos patrimoniales.

### Sala Geografías Latentes
Es un espacio destinado a exhibir obras de fotógrafas y fotógrafos oriundos del interior de la provincia de Córdoba.

### Sitio Multimedia
Un espacio destinado a la práctica fotográfica, a través de diferentes tecnologías multimedia.

### Fotogaleríaa cielo abierto “Palacio Dionisi”
Este nuevo espacio expositivo, se incorpora en el año 2019 con la finalidad de ampliar horizontes y acercarnos a la comunidad. Está destinado a la exposición de muestras fotográficas temporarias e itinerantes.
La programación de esta fotogalería está a cargo del museo.  De esta forma, el museo expande sus muros en cuanto a la divulgación de la práctica fotográfica.
Algunos lugares donde se realizarán las exhibiciones serán las rejas perimetrales del Museo Provincial de Bellas Artes Evita Palacio Ferreyra, el Parque Las Tejas, Centro Cívico, entre otros.